# Sărituri în apă la Jocurile Olimpice de vară din 2024 - 10 metri platformă sincron (masculin)
Proba masculină de sărituri în apă - 10 metri trambulină sincron de la Jocurile Olimpice de vară din 2024 de la Paris a avut loc pe 29 iulie 2024, la Bazinul olimpic din Saint-Denis.

## Program
Orele sunt ora Franței (UTC+1) 
| Data                | Timp  | Etapă  |
| ------------------- | ----- | ------ |
| Luni, 29 iulie 2024 | 15:00 | Finala |

## Rezultate
| Loc | Săritori                                | Țară           | Finală     | Finală     | Finală     | Finală     | Finală     | Finală     | Finală |
| Loc | Săritori                                | Țară           | Săritura 1 | Săritura 2 | Săritura 3 | Săritura 4 | Săritura 5 | Săritura 6 | Puncte |
| --- | --------------------------------------- | -------------- | ---------- | ---------- | ---------- | ---------- | ---------- | ---------- | ------ |
| 1   | Yang Hao Lian Junjie                    | China          | 56,40      | 57,60      | 85,44      | 95,88      | 91,80      | 103,23     | 490,35 |
| 2   | Tom Daley Noah Williams                 | Marea Britanie | 53,40      | 51,60      | 83,52      | 93,96      | 87,72      | 93,24      | 463,44 |
| 3   | Rylan Wiens Nathan Zsombor-Murray       | Canada         | 53,40      | 51,60      | 78,72      | 83,52      | 75,48      | 79,68      | 422,13 |
| 4   | Randal Willars Kevin Berlín             | Mexic          | 50,40      | 48,00      | 81,60      | 74,52      | 78,81      | 85,32      | 418,65 |
| 5   | Kirill Boliukh Oleksiy Sereda           | Ucraina        | 48,60      | 48,60      | 76,80      | 76,80      | 74,37      | 87,48      | 412,65 |
| 6   | Cassiel Rousseau Domonic Bedggood       | Australia      | 51,00      | 48,60      | 76,80      | 72,96      | 64,38      | 81,00      | 394,74 |
| 7   | Timo Barthel Jaden Eikermann Gregorchuk | Germania       | 49,80      | 47,40      | 74,88      | 66,33      | 61,20      | 64,80      | 364,41 |
| 8   | Gary Hunt Loïs Szymczak                 | Franța         | 48,00      | 45,00      | 62,10      | 39,60      | 65,28      | 54,60      | 314,58 |